# Ida-Lova
Ida-Lova Saga Lind, populärt bara Ida-Lova, född 2 augusti 2004 i Stockholm, är en svensk artist och låtskrivare.

## Biografi
2017 framförde hon som 13-åring låten "Utan dina andetag" av rockgruppen Kent på Svenska hjältar-galan. Ida-Lova har studerat musik på Viktor Rydbergs gymnasium.
Hon medverkade i Melodifestivalen 2023 med låten "Låt hela stan se på", som hon skrev tillsammans med Andreas "Giri" Lindbergh, Joy Deb och Linnea Deb.
Ida-Lova är dotter till Christine Meltzer samt hennes make Niclas Lind.

## Diskografi

### EP
- 2022 – Hallå världen kan du stanna? (Argle Bargle Studios)

1. Efterfesten
2. Samma gata
3. På låtsas
4. Vi äger hela världen
5. Blåögdsdum

### Singlar
- 2017 – Utan dina andetag (Argle Bargle Studios)
- 2019 – Kan det vara kärlek? (Argle Bargle Studios)
- 2019 – En stund på jorden (Argle Bargle Studios)
- 2020 – Samma gata (Argle Bargle Studios)
- 2021 – Vi äger hela världen (Argle Bargle Studios)
- 2022 – På låtsas (Argle Bargle Studios)
- 2023 – Låt hela stan se på (Sony Music)
- 2023 – Tunnelbanan (Vi tar det en annan dag) (Sony Music)
- 2025 – Svagare än jag (Playground Music)

## Kompositioner
- 2021 – Vi äger hela världen med sig själv (skriven av henne själv tillsammans med Tilda Gunnarsson och William Ek).
- 2022 – På låtsas med sig själv (skriven av henne själv tillsammans med Tilda Gunnarsson och William Ek).
- 2022 – Efterfesten med sig själv (skriven av henne själv  tillsammans med Tilda Gunnarsson och Egon Hallström).
- 2022 – Blåögdsdum med sig själv (skriven av henne själv tillsammans med Tilda Gunnarsson).
- 2023 – Låt hela stan se på med sig själv (skriven av henne själv tillsammans med Andreas "Giri" Lindbergh, Linnea Deb och Joy Deb).
- 2023 – Tunnelbanan (Vi tar det en annan dag) med sig själv (skriven av henne själv tillsammans med Andreas "Giri" Lindbergh, Linnea Deb och Joy Deb).
- 2023 – Tunnelbanan (Vi tar det en annan dag)
- 2025 – Svagare än jag (skriven av henne själv tillsammans med Ivan Kinell och Joakim Buddee).